# Ивановский (Милютинский район)
Ива́новский — хутор в Милютинском районе Ростовской области.
Входит в состав Николо-Березовского сельского поселения.

## Население
| 2010 |
| ---- |
| 65   |

## Улицы
- ул. Заводская,
- ул. Южная,
- пер. Бригадный.